# Krigsbefälet
Krigsbefälet var en militär representation i Sveriges riksdag, från sent 1500-tal till 1786. Dess sammansättning och befogenheter varierade under perioden, men den var i huvudsak rådgivande. Nordisk familjebok beskriver krigsbefälet som en egendomlig företeelse i det gamla svenska ståndssamhället.

## Bakgrund
Redan Gustav Vasa hade efter Dackefejdens erfarenheter lagt grunden till en inhemsk nationalmilis, åtminstone delvis bofast på landet. Hövitsmän tillsattes i olika landsändar, och de hade sina "lutinanter" som närmaste män. Efter hand tillkom även ryttarfanor under sina ryttmästare. Sedan de stora krigen börjat under Erik XIV för att med få avbrott räcka i nära hundra år, blev detta inhemska krigsfolk med dess befäl en rätt betydande samhällsklass, som jämte andra kunde kallas att dela samhällsuppgifternas ansvar på riksdagarna. Ryttare och landsknektar omtalas vid det visserligen något oregelbundna möte, som Erik XIV höll i augusti 1568, och krigsbefälet var representerat på det möte 1590, som snart övergick till en formlig riksdag, liksom även på Sigismunds kröningsriksdag 1594. 
Hövitsmännen synes i början ha åtföljts av ryttare och knektar; "meniga krigsfolket" uppräknas också bland ständerna i några riksdagsbeslut 1595–1598, men snart nämns i dessa endast krigsbefälet. Under Karl IX:s tid spelade det synbarligen en viss roll och fick bland annat deltaga i ständerdomstolarna. På kröningsriksdagen 1607 uppsatte det liksom andra stånd sina önskemål, och förslag till privilegier för "krigsfolket" uppgjordes i kansliet; man finner det till och med ge särskild bevillning. Det utfärdades bestämmelser om krigsbefälet i 1617 års riksdagsordning som preciserades i 1634 års regeringsform. Alla överstar, överstelöjtnanter, majorer, ryttmästare och kaptener vid landsregementena som var infödda och bofasta eller "bofaste manna barn" kunde kallas till riksmöten och där ha "stånd och röst". Detta gällde när de var inrikes och inte av tjänsten hindrade. I en annan paragraf begränsades representationen så, att överstarna, deras överstelöjtnanter och majorer samt en ryttmästare eller kapten från varje landsregemente skulle kallas.

## Krigsbefälet i riksdagsarbetet
Något eget stånd blev likväl aldrig krigsbefälet. Själva krigsfolket stod allmogen för nära och befälet för nära adeln; många av det senare var adelsmän. Det stannade därför vid, att på riksdagarna vissa ärenden, särskilt militära, meddelades krigsbefälet och att dess mening inhämtades, men därefter fattade ridderskapet och adeln beslut, och detta blev fastslaget genom en formlig resolution den 8 juni 1664, som även bestämde, att inga andra officerare än de, som hörde under lantregementena eller den ordinarie nationalmilisen, ägde representationsrätt. Försök gjordes visserligen att tillskynda adeln en extra röst för krigsbefälets räkning, liksom en tredje för rådets, så att dessa tre röster kunde vid voteringar "någorlunda balansera de tre andra stånden", men dylika yrkanden ogillades av regeringen. I övrigt växlade antalet och verksamheten från riksdag till riksdag. 
Alltsedan 1680 var representationen i regel begränsad till översten eller överstelöjtnanten med en kapten eller ryttmästare från vart regemente. I 1723 års riksdagsordning omtalades inte krigsbefälet. Det samlades inte desto mindre alltjämt vid riksdagarna, och i avseende på dess befogenhet godkändes 1664 års resolution. Alltsedan 1738 kallades även representanter för flottan, men de värvade regementenas försök att få tillträde till riksdagarna lyckades inte. Det yttrade sig numera i frågor om indelningsverket och därmed sammanhängande ämnen, i befordringsfrågor med mera, och det ansågs vilja göra sig till ett slags oregelbunden överstyrelse för krigsmakten. Vid sammanträdena gick det ganska livligt till, och protokoll (för tiden 1738–1878 förvarade i Riksarkivet) fördes under flera riksdagar vid desamma.

## Krigsbefälet som egen korporation
Sedan Arméns pensionskassa inrättats 1756, ställdes den under arméns styrelse genom dess krigsbefäl – härvid deltog även de värvade regementena, och pensionsfrågorna blev efter frihetstiden dess enda uppgift, något som framgår av 1772 års regeringsform § 56). Men med krigsbefälets riksdagsmannaskap tog det snart slut. Vid 1778 års riksdag hade det av olika anledningar givit uttryck åt sitt missnöje med Gustav III, och denne underlät, i strid mot 1617 års riksdagsordning, att kalla det till 1786 års riksdag; det skedde inte heller senare. 
Sin befattning med Arméns pensionskassa fick det emellertid behålla, men själva krigsbefälet sammanträdde därefter, på kallelse av Kunglig Majestät, endast då viktiga frågor för pensionskassan eller för arméns under samma styrelse ställda änke- och pupillkassa förekom. Det utgjordes då av alla på stat varande generalspersoner och regements- eller kårchefer samt av vederbörande officerskårer valda ombud av kaptens eller ryttmästares grad, varjämte till vinnande av ett emot generalspersoner samt regementschefer svarande antal av kaptener och ryttmästare extra ombud av sistnämnda grad kallades i mån av behov.